# Musca phalaenarum
Musca phalaenarum là một loài ruồi trong họ Tachinidae.